# レネ・デザイェレ
レネ・デザイェレ（René Desayere、1947年9月14日 - ）は、ベルギー・アントウェルペン出身の元サッカー選手、サッカー指導者。

## 来歴
選手時代は1967年から1984年までベルギーリーグのロイヤル・アントワープFC、RWDモレンベークなどでプレーした。
引退後はベルギーのスタンダール・リエージュ、韓国の城南一和天馬などの監督を務めた後、1999年にセレッソ大阪の監督を務めた。シーズン成績は19勝11敗の6位と好成績を残したが、クラブとの方針の違い（一説には彼のプライベートな問題によると言われている）により、天皇杯を目前に控えた12月に辞任した。
後にベルギーのクラブやタイ・プレミアリーグのムアントン・ユナイテッドFCなどで監督を務め、2016年からミャンマー・ナショナルリーグのヤダナボンFCの監督を務めている。

## 人柄
- 「ディシプリン (規律) 」を重視する非常に厳格な監督で『赤鬼』と呼ばれた。
- 組織としての戦い方を重視し、セレッソをその時点までの年間最高位である6位に導いた。
- ムアントン・ユナイテッドFCでは、若手アフリカ選手を非常に好んで起用する傾向がある[1]。

## 選手歴
- 1967年 - 1970年  KベールスホットVAV
- 1970年 - 1971年  ダーリン・クラブ・モレンベーク
- 1971年 - 1978年  ロイヤル・アントワープFC
- 1978年 - 1983年  RWDモレンベーク
- 1983年 - 1984年  Kベルヘム・スポルト
- 1984年 - 1985年  KFCデッセル・スポルト
- 1985年 - 1987年  Kベルヘム・スポルト

## 指導歴
- 1987年 - 1988年  スタンダール・リエージュ
- 1988年 - 1989年  KSKベヴェレン
- 1989年 - 1990年  KFCジェルミナル・エケレン
- 1990年 - 1991年  KVコルトレイク
- 1991年 - 1992年  KFCツヴァルテ・レーヴ
- 1992年 - 1995年  KベールスホットVAC
- 1995年 - 1996年  KSKベフェレン
- 1995年 - 1998年  城南一和天馬
- 1999年 - 1999年12月  セレッソ大阪
- 2002年12月 - 2003年  FCデンデルレーヴEH
- 2003年 - 2003年10月  ロイヤル・アントワープFC
- 2003年10月 - 2004年  FCデンデルレーヴEH
- 2006年9月 - 2009年  KVトゥルンハウト
- 2010年  ムアントン・ユナイテッドFC
- 2011年  チエンマイFC
- 2011年  スパンブリーFC
- 2013年  BECテロ・サーサナFC
- 2013年  ムアントン・ユナイテッドFC
- 2016年 - 2017年  ヤダナボンFC
- 2018年  ラーチャブリーFC

## 監督成績
| 年度 | 所属リーグ | 大会名 | 試合数 | 勝点 | 勝 | 分 | 敗 | 順位 | チーム       |
| ---- | ---------- | ------ | ------ | ---- | -- | -- | -- | ---- | ------------ |
| 1999 | J1         | 1st    | 15     | 29   | 10 | 0  | 5  | 5位  | セレッソ大阪 |
| 1999 | J1         | 2nd    | 15     | 24   | 9  | 0  | 6  | 5位  | セレッソ大阪 |
| 1999 | J1         | 年間   | 30     | 53   | 19 | 0  | 11 | 6位  | セレッソ大阪 |